# Samytha heterobranchia
Samytha heterobranchia är en ringmaskart som beskrevs av Maurice Caullery 1944. Samytha heterobranchia ingår i släktet Samytha och familjen Ampharetidae. Inga underarter finns listade i Catalogue of Life.